# Bamburgh Castle

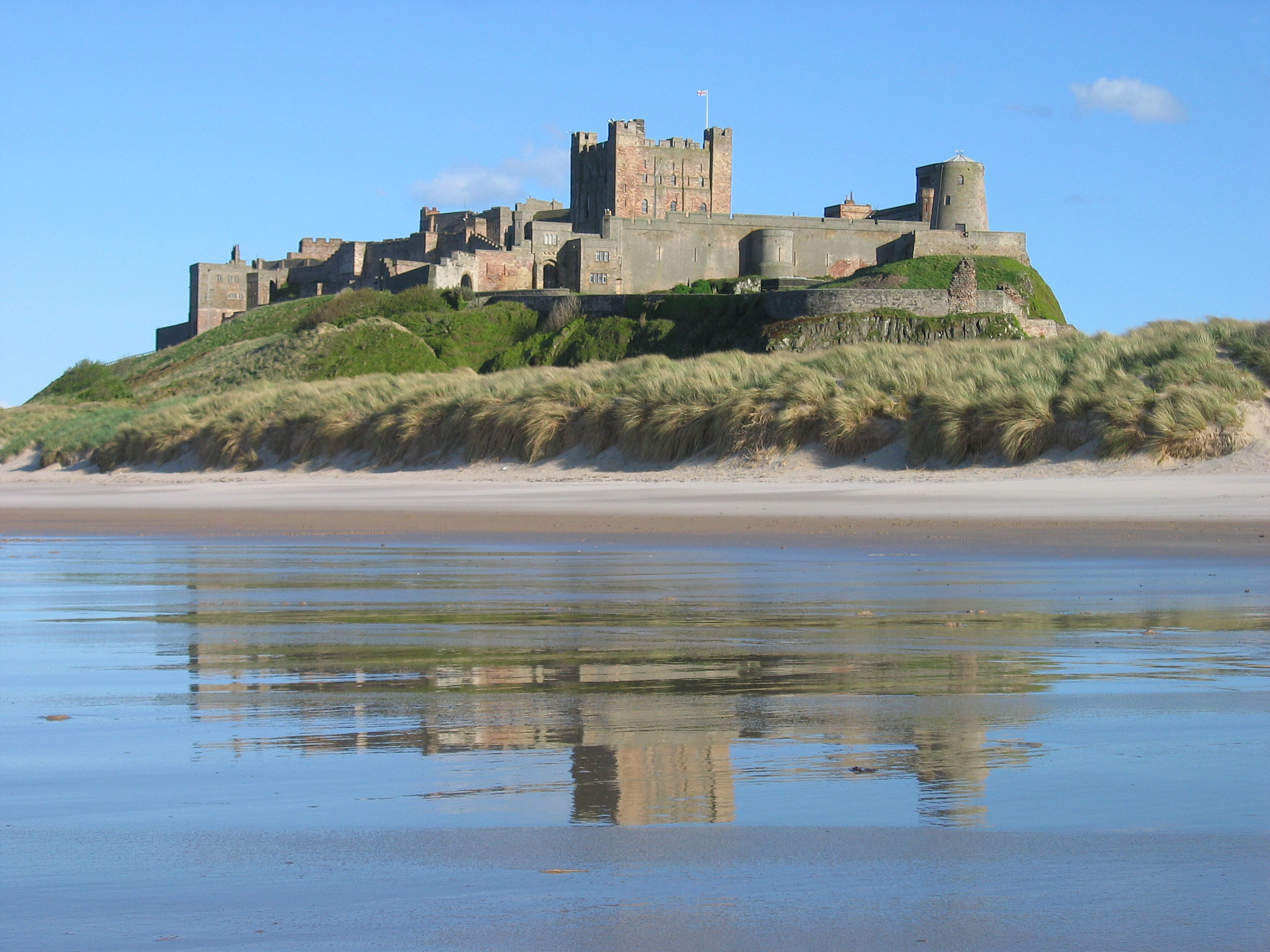
Bamburgh Castle von Nordosten

Bamburgh Castle liegt in Bamburgh an der Küste der englischen Grafschaft Northumberland. English Heritage hat es als historisches Gebäude I. Grades gelistet.

## Geschichte des Bamburgh Castles

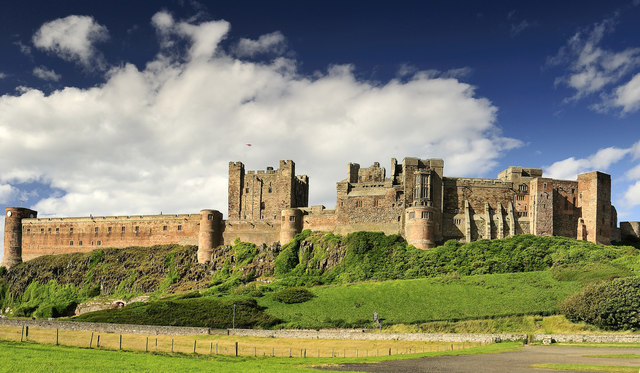
Südwestfassade von Bamburgh Castle vom Boden aus

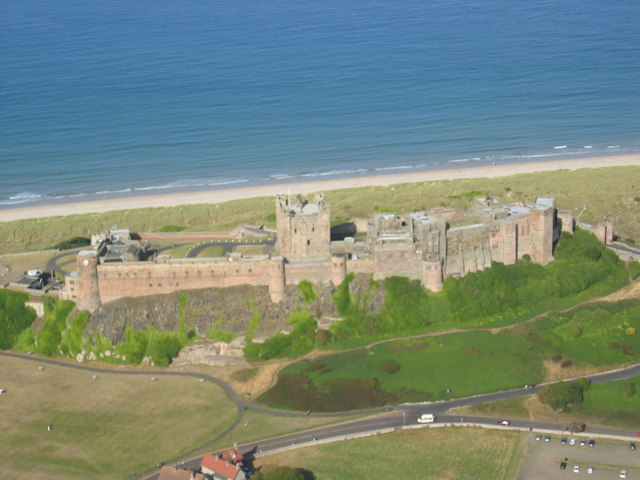
Südwestfassade von Bamburgh Castle aus der Luft

Der Platz auf einem Diabasvorsprung beherbergte ursprünglich ein Fort der Briten namens Din Guarie und war vermutlich die Hauptstadt des britischen Königreiches dieser Region (siehe Gododdin, Bernicia und Hen Ogledd) von der Entstehung ca. 420 bis 547, dem Jahr der ersten urkundlichen Erwähnung der Burg. In diesem Jahr wurde die Zitadelle vom angelsächsischen Herrscher Ida von Bernicia eingenommen und wurde sein Herrschaftssitz. Kurzzeitig wurde sie in der Zeit von dessen Sohn Hussa im Krieg von 590 von den Briten zurückerobert, wurde aber im selben Jahr wieder entsetzt.
Der Enkel Æðelfriþ vererbte die Burg an seine Frau Bebba, wovon sich der frühe Name Bebbanburgh ableitet. Die Wikinger zerstörten die ursprüngliche Befestigung 993.
Die Normannen bauten an derselben Stelle eine neue Burg, die den Kern der heutigen Burg bildet. Wilhelm II. belagerte sie 1095 während einer Revolte, die der Burgherr, Robert de Mowbray, Earl of Northumbria, unterstützt hatte, ohne Erfolg. Nachdem Robert de Mowbray gefangengesetzt wurde, verteidigte seine Frau die Burg, bis sie durch die Drohung des Königs, ihren Gatten zu blenden, zur Aufgabe gezwungen wurde.
Bamburgh ging dann in das Eigentum des regierenden Monarchen von England über. Heinrich II. ließ vermutlich den Donjon bauen. Als wichtiger englischer Außenposten war die Burg das Ziel gelegentlicher Angriffe der Schotten. 1464, während der Rosenkriege, wurde Bamburgh Castle am Ende einer neun Monate lang dauernden Belagerung durch Richard Neville, 16. Earl of Warwick, als erste englische Burg mit Artillerie verteidigt.
Die Familie Forster aus Northumberland versorgte die Krone 400 Jahre lang mit zwölf aufeinander folgenden Gouverneuren der Burg, bis die Krone sie schließlich Sir John Forster als Eigentum verlieh. Die Familie blieb Eigner der Burg, bis Sir William Forster nach seinem Tod im Jahr 1700 posthum bankrott erklärt wurde und seine Besitzungen einschließlich der Burg zum Ausgleich seiner Schulden per Parlamentsgesetz an Lord Crew, Bischof von Durham und Ehemann seiner Schwester Dorothy, verkauft wurden.
Die Burg verfiel und wurde von verschiedenen Eigentümern im 18. und 19. Jahrhundert restauriert. Schließlich kaufte sie der viktorianische Tycoon William Armstrong, der die Restaurierung abschloss.
Im Zweiten Weltkrieg wurde die Korvette der Royal Navy HMS Bamborough Castle nach der Burg benannt.

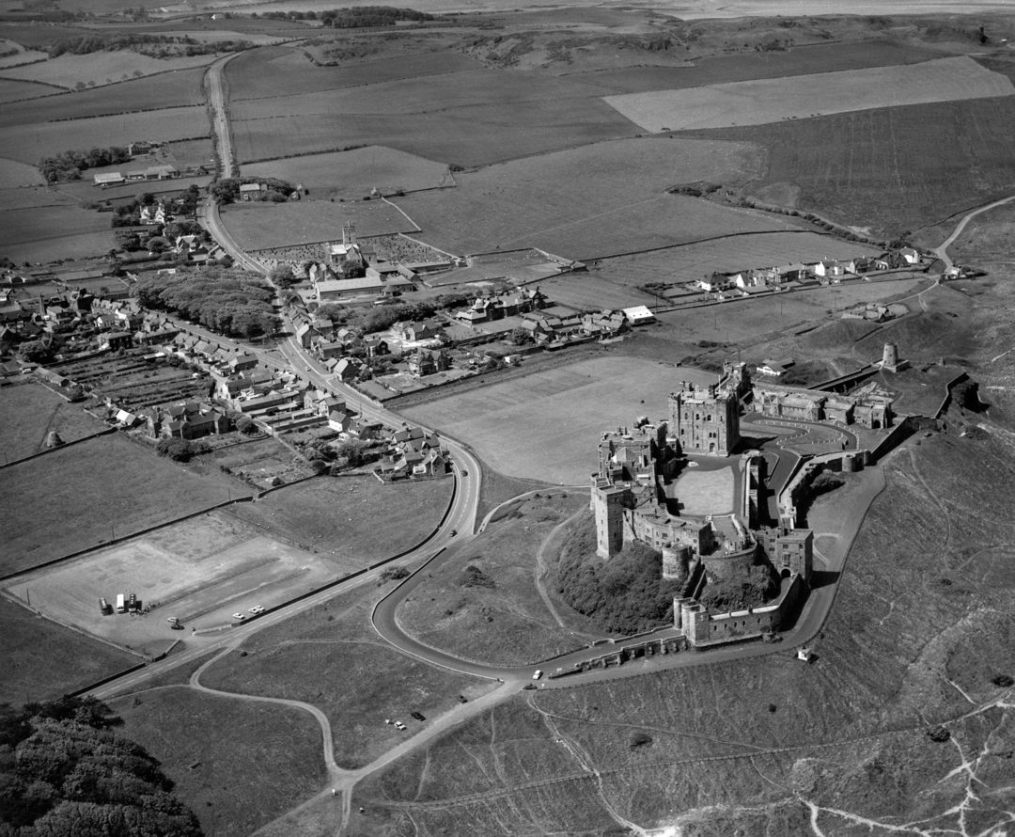
Das Luftbild von 1973 zeigt die Lage der Burg nordöstlich des Dorfes Bamburgh

Die Burg gehört noch heute der Familie Armstrong, ist aber öffentlich zugänglich. Es finden dort Hochzeitsfeiern und Firmenveranstaltungen statt. Seit den 1920er-Jahren wird die Burg als Filmkulisse verwendet, so z. B. für die Filme Ivanhoe – Der schwarze Ritter (1952), El Cid (1961), Maria Stuart, Königin von Schottland (1971), Elizabeth (1998), Macbeth (2015) und Transformers: The Last Knight (2017).

## Nachbarschaft
Etwa 14 km südlich von Bamburgh Castle liegt an der Küste die alte Festung Dunstanburgh Castle und etwa 8 km nördlich Lindisfarne Castle auf Holy Island.

## Umwelt
Die Luftqualität um Bamburgh Castle ist hervorragend, da es keine Industrie in der Gegend gibt. Der Lärm an der Nord-Süd-Verbindungsstraße am Bamburgh Castle beträgt laut Northumberland Sound Mapping Study vom Juni 2003 tagsüber zwischen 59 und 63 dB (A). In der Nähe gibt es Brutkolonien von Küstenseeschwalben und Flussseeschwalben auf den inneren Farne-Inseln und von Papageitauchern, Kormoranen und Tordalken auf Staple Island.

## Archäologie in Bamburgh
Seit 1996 werden im Rahmen des Bamburgh Research Project in der Burg und in der Gegend um Bamburgh Grabungen durchgeführt und die Geschichte untersucht. Das Projekt konzentriert sich auf die Festung und das frühmittelalterliche Gräberfeld im ‚‘Bowl Hole‘‘ südlich der Burg. Erste Grabungen führte in den 1960er-Jahren Brian Hope-Taylor durch, der auch die Goldplakette namens Bamburgh Beast und das Bamburgh Sword fand.  Teil des Projektes ist jeden Sommer eine acht-Wöchige Trainingsgrabung für Studenten, damit diese archäologische Techniken erlernen und für weitere Untersuchungen an der Burg.

## Armstrong and Aviation Artefacts Museum
In der ehemaligen Wäscherei der Burg ist das Armstrong and Aviation Artefacts Museum untergebracht, mit Ausstellungen über den viktorianischen Tycoon William Armstrong und die von ihm gegründete Firma Armstrong Whitworth. Es werden Maschinen, Artillerie und Waffen sowie Luftwaffenteile aus zwei Weltkriegen gezeigt.

## Bamburgh Castle in Film, Fernsehen und Büchern

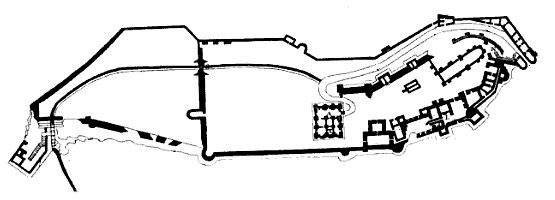
Grundriss des Bamborough Castle 1825

Der spätmittelalterliche britische Schriftsteller Thomas Malory benutzte Bamburgh Castle als Vorbild für Joyous Gard, die Burg von Lancelot in der Artussage.
Bamburgh ist unter seinem sächsischen Namen Bebbanburg der Sitz von Uhtred, dem Hauptakteur in Bernard Cornwells Saxon Tales. Es dient in allen Büchern der Serie entweder als wichtiger Ort der Handlung oder als Inspiration für den Protagonisten. Sie beginnt mit Das letzte Königreich (2004) und wird mit Der weiße Reiter (2005), Die Herren des Nordens (2006), Schwertgesang (2007), Das brennende Land (2009), Der sterbende König (2011), Der Heidenfürst (2013), Der leere Thron (2015) und Die dunklen Krieger (2016), sowie 2017 Der Flammenträger, 2019 Wolfskrieg, 2020 Das Königsschwert und 2021 Der Herr der Schlacht fortgeführt.
Die Burg kommt auch im Buch Ragnarök von Anne Thackery vor und ist dort die Heimat der Hauptakteurin und Heldin, der Gattin des Herrschers von Din Gardi. Im Buch heißt die Burg Din Gardi und wird dann nach der Schwiegertochter der Heldin, Bebba, in Bebbanburgh umbenannt.
Bamburgh Castle war Drehort für eine Reihe von Filmen und Fernsehserien.

### In Film, Fernsehen und Literatur (Auswahl)
- 1890: The Laidly Worm of Spindleston Heugh
- 1927: Huntingtower
- 1949: Ritter Hank, der Schrecken der Tafelrunde
- 1964: Becket
- 1971: Die Teufel
- 1971: Macbeth
- 1984–1986: Robin Hood
- 1998: Elizabeth
- 2001: Revelation
- 2006: Most Haunted
- 2010: Robin Hood
- 2011: Time-Team-Grabung in Bamburgh Castle beim britischen Channel 4
- 2015: The Last Kingdom
- 2015: Macbeth
- 2017: Transformers: The Last Knight
- 2023: The Last Kingdom: Seven Kings must die

Einen Auftritt hat Bamburgh Castle im Open-World-Rennspiel Forza Horizon 4, welches in Großbritannien spielt.